# エコ・ステーション推進協会
財団法人エコ・ステーション推進協会（エコ・ステーションすいしんきょうかい、Japan Eco-Service Stations Association）は、経済産業省資源エネルギー庁所管の財団法人。

## 概要
- 所在：東京都千代田区平河町2-6-1 平河町ビル9階
- 設立：1993年4月24日
- 理事長：関正夫
- 解散：2007年3月31日

## 事業
- エコ・ステーションの推進
- 地球環境のエネルギー改善